# Cantón de L'Île-Bouchard
El cantón de L'Île-Bouchard era una división administrativa francesa, que estaba situada en el departamento de Indre y Loira y la región de Centro-Valle de Loira.

## Composición
El cantón estaba formado por quince comunas:
- Anché
- Avon-les-Roches
- Brizay
- Chezelles
- Cravant-les-Côteaux
- Crissay-sur-Manse
- Crouzilles
- L'Île-Bouchard
- Panzoult
- Parçay-sur-Vienne
- Rilly-sur-Vienne
- Sazilly
- Tavant
- Theneuil
- Trogues

## Supresión del cantón de L'Île-Bouchard
En aplicación del Decreto n.º 2014-179 de 18 de febrero de 2014, el cantón de L'Île-Bouchard fue suprimido el 22 de marzo de 2015 y sus 15 comunas pasaron a formar parte del nuevo cantón de Sainte-Maure-de-Touraine.